# Свободна енергия на Гибс
В термодинамиката енергията на Гибс (G) отбелязва способността на даден процес да протича спонтанно. Тя е наречена така в чест на американския учен Джошуа Гибс. По дефиниция свободната енергия на Гибс {\displaystyle \mathbf {G} } е равна на
където с {\displaystyle \mathbf {U} } е зададена вътрешната енергия на системата, с {\displaystyle \mathbf {S} } е отбелязана ентропията, а с {\displaystyle \mathbf {T} }, {\displaystyle \mathbf {V} }, {\displaystyle \mathbf {p} } – съответно температурата, измерена в Келвини, обема и налягането на системата. От дефиницията следва, че енергията на Гибс G е свързана с енталпията по формулата
където с {\displaystyle \mathbf {H} } е означена енталпията, която е дефинирана като {\displaystyle \mathbf {H} =\mathbf {U} +\mathbf {p} \mathbf {V} }.
В диференциална форма изменението на енергията на Гибс се задава с уравнението:
тук с dNi е обозначено изменението на количеството вещество на даден компонент i, а с μi химичният потенциал на този компонент. Енергията на Гибс може следователно да се представи като функция на температурата, налягането и количеството вещество. Всички тези величини са лесноизмерими и достъпни, затова G много по-удобна при практическа работа, в сравнение с другите термодинамични потенциали (вътрешна енергия, енталпия, енергия на Хелмхолц). Уравнението се опростява ако системата не обменя вещество с околната среда (dNi=0), при изобарни процеси (dp = 0) или изотермични процеси (dT=0). Пример:
ако dT и dp = 0, тогава изменението на G е равно на:
Ако при дадена химична реакция енергията на Гибс намалява, т.е. {\displaystyle \Delta \mathbf {G} <0}, то реакцията протича спонтанно. Ако {\displaystyle \Delta \mathbf {G} >0}, тогава реакцията протича само ако външни сили повлияят на системата. Ако {\displaystyle \Delta \mathbf {G} =0}, то системата е в динамично равновесие – скоростиете на правата и обратната реакция са равни. В състояние на равновесие енергията на Гибс на системата е минимална.
Изменението на енергията на Гибс е и мярка за максималната работа, която една система може да извърши. Изменението на енергията на Гибс ΔG при дадена реакция е свързано с редица физикохимични величини: равновесна константа, електроден потенциал.